# Кубок Казахстана по футболу среди женщин 2017
Кубок Казахстана по футболу среди женщин 2017 года — одиннадцатый розыгрыш кубка. Финальный матч прошёл 5 мая 2017 года.

## Формат турнира
Турнир проводился в два этапа. На первом этапе 6 команд — участниц турнира были разбиты на две группы (А, В) по 3 команды в каждой. Соревнования первого этапа проводились по круговой системе.
На втором этапе команды, занявшие в своих группах 1-е и 2-е места выходили в полуфинал, а две команды выигравшие полуфиналы выходили в финал.

## Групповой этап
| Условные цветовые обозначения     |
| --------------------------------- |
| Команды, прошедшие в полуфинал    |
| Команды, не прошедшие в полуфинал |

### Группа А

#### Таблица
| М | Команда        | И | В | Н | П | Мячи   | ±   | О |
| - | -------------- | - | - | - | - | ------ | --- | - |
| 1 | СШВСМ-Барыс    | 2 | 2 | 0 | 0 | 10 − 1 | +9  | 6 |
| 2 | БИИК-СДЮШОР №7 | 2 | 1 | 0 | 1 | 6 − 3  | +3  | 3 |
| 3 | Умиткер        | 2 | 0 | 0 | 2 | 0 − 12 | −12 | 0 |

И — игры, В — выигрыши, Н — ничьи, П — проигрыши, Мячи — забитые и пропущенные голы, ± — разница голов, О — очки

#### 1 тур
| СШВСМ-Барыс                      | 3:1     | БИИК-СДЮШОР №7 |
| -------------------------------- | ------- | -------------- |
| Ширяева 5′, 64′ · Гайстенова 61′ | (отчёт) | Абишева 58′    |

#### 2 тур
| СШВСМ-Барыс                                                     | 7:0     | Умиткер |
| --------------------------------------------------------------- | ------- | ------- |
| Алимбозова 7′, 18′, 75′ · Омиртаева 33′, 73′, 77′ · Ширяева 39′ | (отчёт) |         |

#### 3 тур
| БИИК-СЮШОР №7                                                                     | 5:0     | Умиткер |
| --------------------------------------------------------------------------------- | ------- | ------- |
| Иванюк 12′ · Турлыбекова 32′ · Жумабайкызы 36′ · Демидова 65′ · Низамутдинова 83′ | (отчёт) |         |

### Группа В

#### Таблица
| М | Команда       | И | В | Н | П | Мячи   | ±   | О |
| - | ------------- | - | - | - | - | ------ | --- | - |
| 1 | БИИК-Казыгурт | 2 | 2 | 0 | 0 | 10 − 0 | +10 | 6 |
| 2 | Окжетпес      | 2 | 1 | 0 | 1 | 4 − 1  | +3  | 3 |
| 3 | ОДЮСШ №2      | 2 | 0 | 0 | 2 | 0 − 13 | −13 | 0 |

И — игры, В — выигрыши, Н — ничьи, П — проигрыши, Мячи — забитые и пропущенные голы, ± — разница голов, О — очки

#### 1 тур
| БИИК-Казыгурт | 1:0     | Окжетпес |
| ------------- | ------- | -------- |
| Мессомо 65′   | (отчёт) |          |

#### 2 тур
| БИИК-Казыгурт | 9:0     | ОДЮСШ №2 |
| --- | ------- | -------- |
| Кожахмет 8′ (авт.) · Бабшук 15′ · Киргизбаева 29′ · Николаенко 32′, 40′ · Габелия 66′ · Ихезуо 49′, 70′ · Бортникова 76′ | (отчёт) |          |

#### 3 тур
| Окжетпес                                              | 4:0     | ОДЮСШ №2 |
| ----------------------------------------------------- | ------- | -------- |
| Кожахмет 13′ (авт.) · Осипян 9′, 71′ · Алимкулова 44′ | (отчёт) |          |

## Плей-офф

### Полуфинал
| СШВСМ-Барыс               | 2:1 (доп. вр.) | Окжетпес  |
| ------------------------- | -------------- | --------- |
| Асет 18′ · Алимбозова 96′ | (отчёт)        | Мицул 51′ |

| БИИК-Казыгурт                                       | 4:0     | БИИК-СДЮШОР №7 |
| --------------------------------------------------- | ------- | -------------- |
| Бортникова 30′ · Габелия 40′ · Киргизбаева 54′, 59′ | (отчёт) |                |

### Матч за 3-е место
| Окжетпес             | 2:1 (доп. вр.) | БИИК-СДЮШОР №7    |
| -------------------- | -------------- | ----------------- |
| Алимкулова 50′, 105′ | (отчёт)        | Низамутдинова 56′ |

### Финал
| БИИК-Казыгурт                                                                                                 | 6:0     | СШВСМ-Барыс |
| --- | ------- | ----------- |
| Власова А. 11′ (авт.) · Николаенко 30′ · Габелия 37′ · Власова Л. 39′ (авт.) · Карибаева 65′ · Бортникова 86′ | (отчёт) |             |

## Итоговое положение
| Место | Команда        |
| ----- | -------------- |
| 1     | БИИК-Казыгурт  |
| 2     | СШВСМ-Барыс    |
| 3     | Окжетпес       |
| 4     | БИИК-СДЮШОР №7 |
| 5     | Умиткер        |
| 6     | ОДЮСШ №2       |

## Бомбардиры
4 гола
- Айгерим Алимбозова (СШВСМ-Барыс)

3 гола
- Бегаим Киргизбаева (БИИК-Казыгурт)
- Гульнара Габелия (БИИК-Казыгурт)
- Светлана Бортникова (БИИК-Казыгурт)
- Юлия Николаенко (БИИК-Казыгурт)
- Айгерим Алимкулова (Окжетпес)
- Айжан Омиртаева (СШВСМ-Барыс)
- Юлия Ширяева (СШВСМ-Барыс)

2 гола
- Вероника Ихезуо (БИИК-Казыгурт)
- Анастасия Низамутдинова (БИИК-СДЮШОР №7)
- Ольга Осипян (Окжетпес)